# كلب تايوان
كلب تايوان هو سلالة من الكلاب الأصلية الصغيرة أو المتوسطة في تايوان. تُعرف هذه الكلاب أيضًا باسم كلب جبل فورموسان أو الكلب التايواني الأصلي (台灣 土狗) أو كلب تاكاساغو (高 砂 犬). تتكييف بشكل جيد مع التضاريس غير المستوية والغابات الكثيفة في تايوان، حيث أصبحت سلالة شبه برية قبل وصول العديد من العهود الاستعمارية والقوى الأجنبية. تُستخدم هذه الكلاب الآن للصيد والحراسة والإنقاذ ومن الممكن أن تكون رفيقاً. تُصنف هذه الكلاب في نوع واحد متوسط ونوعين صغيرين.

## المظهر

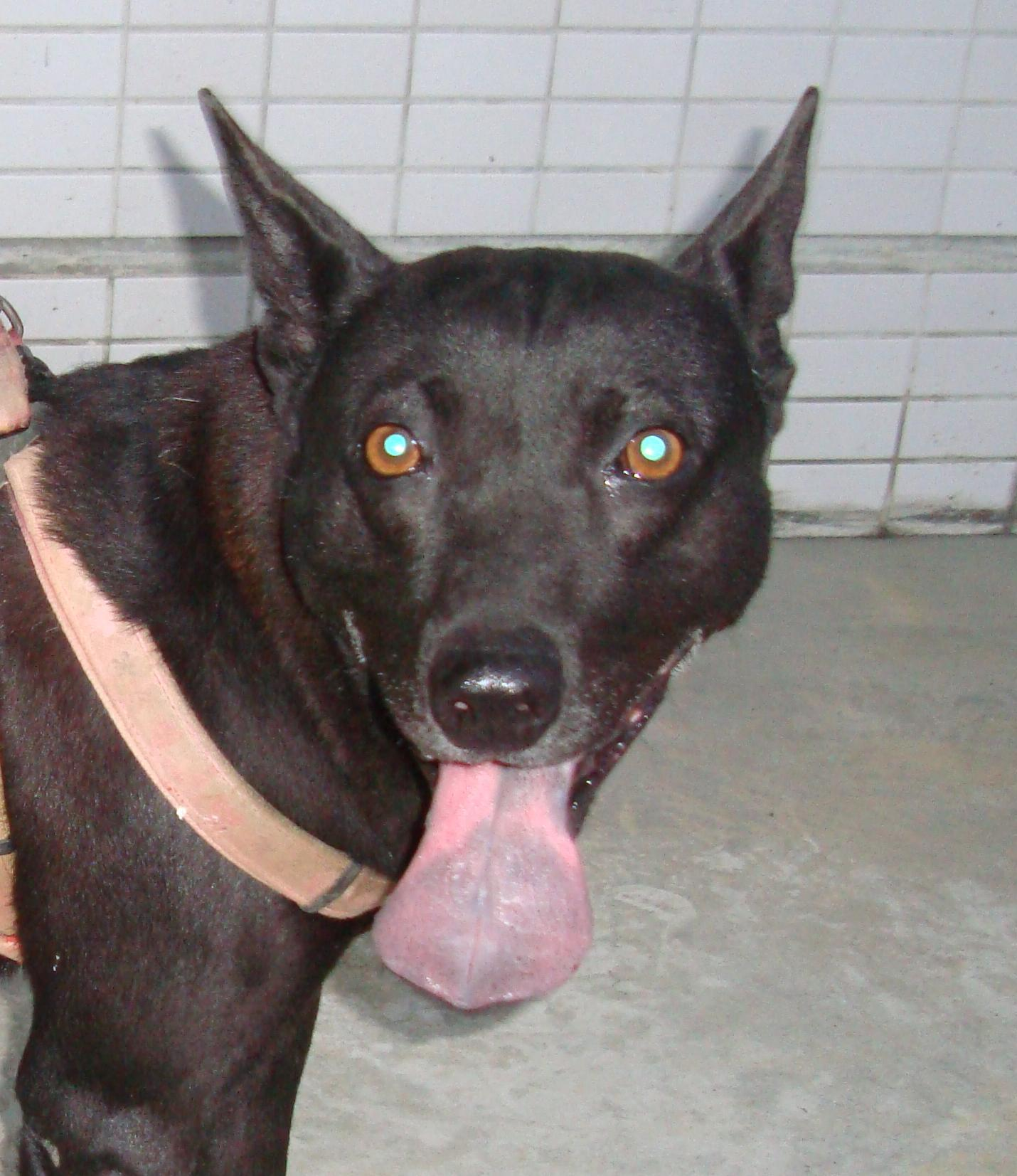
لقطة مقرّبة لوجه كلب تايواني تُظهِر الأذنين المستقيمتان وعينين لوزيتين ووجه مثلثي وأنف أسود وطبقة سوداء على اللسان.

هناك نوعان صغيران من كلب جبل فورموسان؛ الواحد حوالي 40 سنتيمتر (16 بوصة) طويل القامة في الكتف والآخر حوالي 30 سنتيمتر (12 بوصة) . ومع ذلك، لم يتم العثور على هذا الأخير خلال البحث الذي أجراه الدكتور سونغ يونغ يي (宋永義) في عام 1976. ويبلغ متوسط طول كلب جبل فورموسان أقل من 50 سنتيمتر (20 بوصة) ، مع هيئة قوية ومناسبة، الخصر نحيف، والصدر كبير والآذان نصف مُغطاة. النوع الأكثر شيوعا من هؤلاء الثلاثة في السنوات الأخيرة هو الكلب متوسطة الحجم. يمكن أن يتراوح لونه من الأسود إلى الأصفر التُرابي أو البُني المُصفر والأنف الأسود. يعد لون الأسود على لسانه أحد أكثر السمات المُميزة لكلب جبال فورموسان.
وصف الدكتور سونغ من جامعة تايوان الوطنية والسيد مينغ جي شو من مركز فورموسان لتربية الكلاب والحراسة (台灣 犬 護衛 犬 繁殖 中心) نموذج فورموسان بأنه يمتلك عيون لوزية، وقوة فك ثابتة، وطبقة سوداء على اللسان، ووجه مثلثي، والآذان رفيعة والذيل منجلي الشكل. الذيل منتصب أو منحني مع معطف فرو سميك، لكن البطن أصلع؛ يستخدم الذيل لتدفئة البطن وقد يكون طويلاً بما يكفي لحماية الأنف من الحشرات. يُعرف الكلب أيضًا بأنه متوازن.

### الحركة
كلاب فورموسان رشيقة وتشتهر بمهاراتها في التنقل، خاصة عندما يصطادون الحيوانات الصغيرة، مثل الفئران. عندما يشعرون بالدهشة أو يحاولون تخويف هدفهم، فإنهم يقفزون بشكلا جانبي ذهابًا وإيابًا. على عكس روت وايلر والرعاة الألمانية، فإن كلاب فورموسان لا تضغط بعضتها على الهدف. تم تبني هذه العادة مُبكراً ويعود ذك إلى صيد الخنازير. استخدم السكان الأصليون التايوانيون خمسة إلى ستة كلاب فورموزية للدوران حول خنزير بري ويعمل كل كلب على جرح الخنزير. كانوا يطلقون عضتهم بمجرد مهاجمتهم وينتظرون الهجوم التالي مرارًا وتكرارًا حتى يتم استنفاد طاقة الخنزير بدرجة كافية حتى يتحرك سيدهم للقتل النهائي.

## مزاجه والسلوك
فورموسان هو سلالة عالية الطاقة، ذات ولاء لصاحبها، حنون وذكي يتعلم بسرعة كبيرة. في المواقف غير المألوفة، يميلون إلى الحذر من الغرباء والأصوات الأخرى، ويمكن أن يصبحوا عدوانيين عند الخوف. في المواقف الجديدة يكون فيها الكلب عدوانيًا مع الخوف، قد يستغرق الأمر بضعة أيام قبل أن يهدأ الكلب.
إذا كان فورموزان مريحًا ومدربًا جيدًا، فسيكون ودودًا مع الناس والحيوانات الأخرى، على الرغم من أنهم يميلون إلى أن يكونوا منعزلين بعض الشيء أو مرتابين من الغرباء بمجرد ارتباطهم بمالكهم. عندما يتم الاحتفاظ بهم كحيوان أليف عائلي، غالبًا ما يشكلون رابطًا قويًا مع أحد أفراد الأسرة وقد يتصرفون بوقاحة اتجاه أفراد الأسرة الآخرين، مما يدفع البعض إلى وصفهم بأنهم كلاب من شخص واحد. بمجرد الارتباط، يصبحون مخلصين وعاطفين للغاية لأصحابهم.
بسبب يقظة السلالة، يمكن لهذه الكلاب أن تكون كلاب حراسة جيدة؛ وإذا لم يكن مدربًا جيدًا، يمكن أن يصبح مفرطًا في الحماية وعدوانيًا تجاه الغرباء.

## نبذة تاريخية

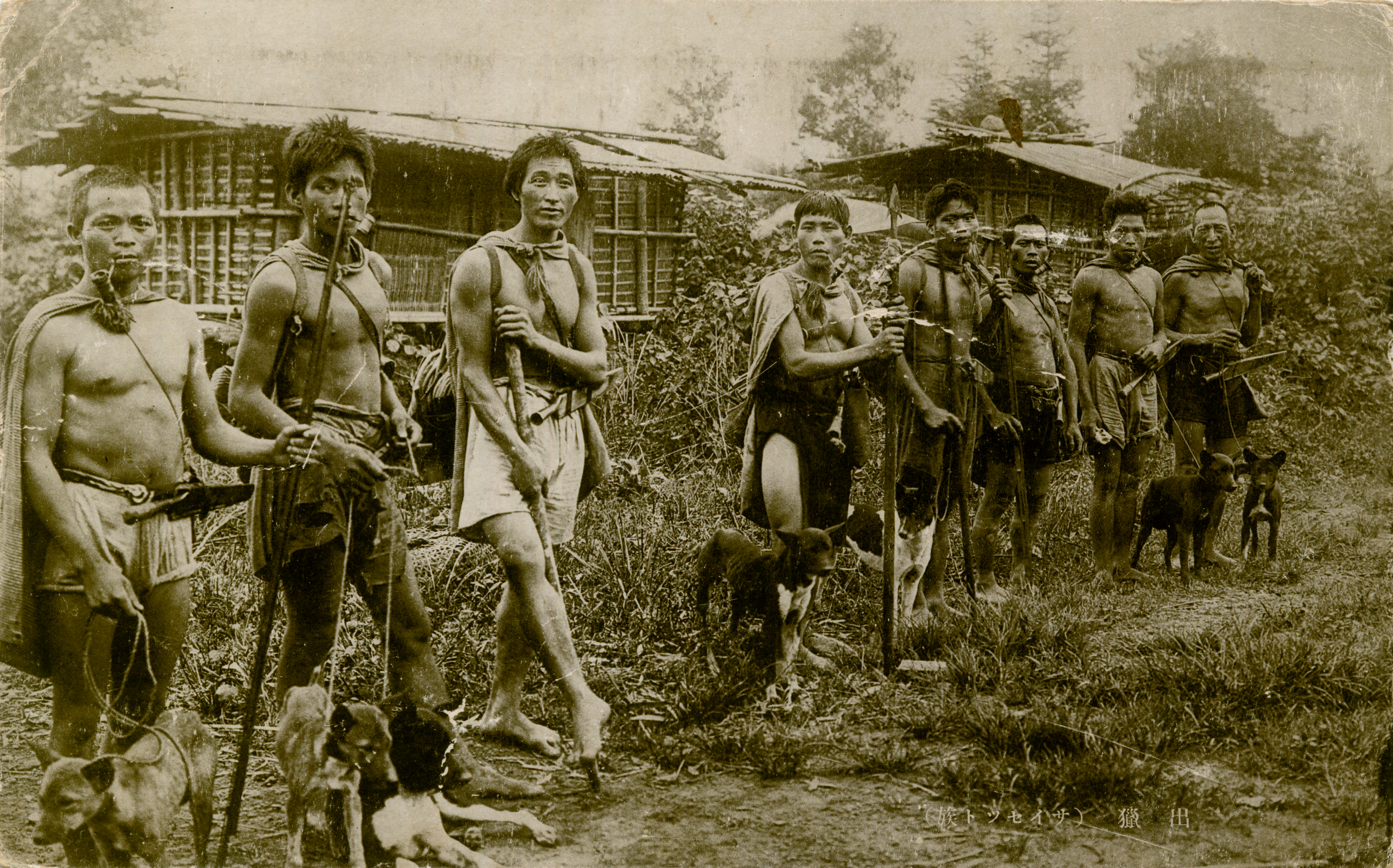
من مجموعة صور ناشيونال جيوغرافيك كاليفورنيا. عام 1939، التقطها المصور الياباني كاتسوياما (幽 芳 勝 山) مع شعب ساي سيا.

هناك أربعة أحداث كارثية وصفها الدكتور سونغ يونغ يي والتي كانت حاسمة في تطوير كلاب فورموسان: مستوطنة فورموزا الهولندية والحكم الياباني والحرب العالمية الثانية وعصر الكومينتانغ.
استورد المستعمرون الهولنديون كلب صيد (يُعرف باسم «الكلب الطائر» (بالصينية التقليدية: 飛 狗)) إلى تايوان وبدأوا في اصطياد غزال فورموسان السيكا (Cervus nippon taioanus) الذي كان يسكن تايوان. أنشأت شركة الهند الشرقية الهولندية مركزًا تجاريًا كان نشاطه الرئيسي هو تصدير جلود السيكا إلى أوروبا.خلال ستة عقود من النشاط الهولندي، تم تصدير ما بين 2,000,000 إلى 4,000,000 من جلود السيكا إلى اليابان والصين، مما ساهم في الانقراض النهائي للأنواع الفرعية على الجزيرة. بدأت كلاب الصيد الهولندية في التهجين مع كلاب جبل فورموسان؛ كانت هذه هي المرة الأولى التي تؤثر فيها السلالات الأجنبية على كلاب جبل فورموسان. علاوة على ذلك، منع الهولنديون القبائل الأصلية من امتلاك الكلاب، وذبحوا أعدادًا كبيرة من الكلاب الأصلية.
أثناء الاحتلال الياباني، كان السكان الأصليون التايوانيون يخضعون للحكم القمعي وتم تهجين كلاب فورموسان بشكل مكثف مع الكلاب اليابانية، بسبب قيام الحكومة اليابانية بإعادة توطين العديد من القرى الجبلية العالية النائية بالقرب من السيطرة الإدارية. علاوة على ذلك، اكتشف المهاجرون اليابانيون على نطاق واسع الساحل الشرقي، الذي يُطلق عليه حاليًا مقاطعتي هوالين وتايتونج. وفرت رحلات الساحل الشرقي فرصة أخرى لتهجين الكلاب اليابانية مع الفورموسان.
في نهاية الحرب العالمية الثانية، بدأت اليابان في بناء الطريق السريع بين الوسط والجنوب. وكانت هناك كلاب عسكرية تسافر مع عمال الطرق السريعة كالرعاة الألمان. أدى ذلك إلى تهجين بين كلاب فورموسان والكلاب العسكرية. خلال هذه الفترة، كانت هناك أدلة تظهر أن الجيش الياباني شن مذبحة لتقليل عدد كلاب فورموسان. ومع ذلك، قد لا يكون السبب الحقيقي لذلك معروفًا أبدًا. خلال الوقت الذي كان الجيش الياباني يبني فيه الطريق السريع بين الوسط والجنوب عبر الجزيرة، كان السكان الأصليون يصادفهم باستمرار. شن السكان الأصليون هجمات عديدة على القواعد العسكرية اليابانية. خلال الهجمات، قامت كلاب فورموسان بجمع كلاب الجيش الياباني ومطاردتها، تاركة مشهدًا دمويًا في الصباح. من أجل الانتقام، قتل الجيش الياباني كل كلب فورموزي رأوه لتقليل عدد أعدادها.
يعتقد الدكتور سونغ يونغ يي أن السبب الحقيقي الذي أدى إلى الانقراض الوشيك لـ كلاب جبل فورموسان هو ثقافة أكل الكلاب. تم إحضارها جنبًا إلى جنب مع تراجع الحزب القومي الصيني في عام 1945، بسبب الخسارة أمام الحزب الشيوعي الصيني في نهاية الحرب الصينية اليابانية الثانية في عام 1945. علاوة على ذلك، بعد تسليم تايوان إلى الكومينتانغ، نجح شيانغ تشينغ كو في إصلاح تايوان باعتبارها تنينًا اقتصاديًا صغيرًا (النمور الآسيوية الأربعة)؛ كان له الفضل في معجزة تايوان الاقتصادية وكان بمثابة نموذج يحتذى به للعديد من البلدان النامية. ومع ذلك، فقد جاء الاقتصاد العظيم بثمناً باهظاً. فبدأ رجال الأعمال من جميع أنحاء العالم في إدخال الكلاب الأجنبية والكلاب اليابانية باهظة الثمن إلى تايوان. مع نقص المعرفة والمحافظة ورعاية الحيوانات الأليفة، بدأ تهجين الكلاب الأجنبية مع كلاب فورموسان. يعتقد الدكتور سونغ أن هذين هما السببان الحقيقيان اللذان يؤثران على مساحة المعيشة والوجود لدى كلاب جبل فورموسان.

## التهديدات

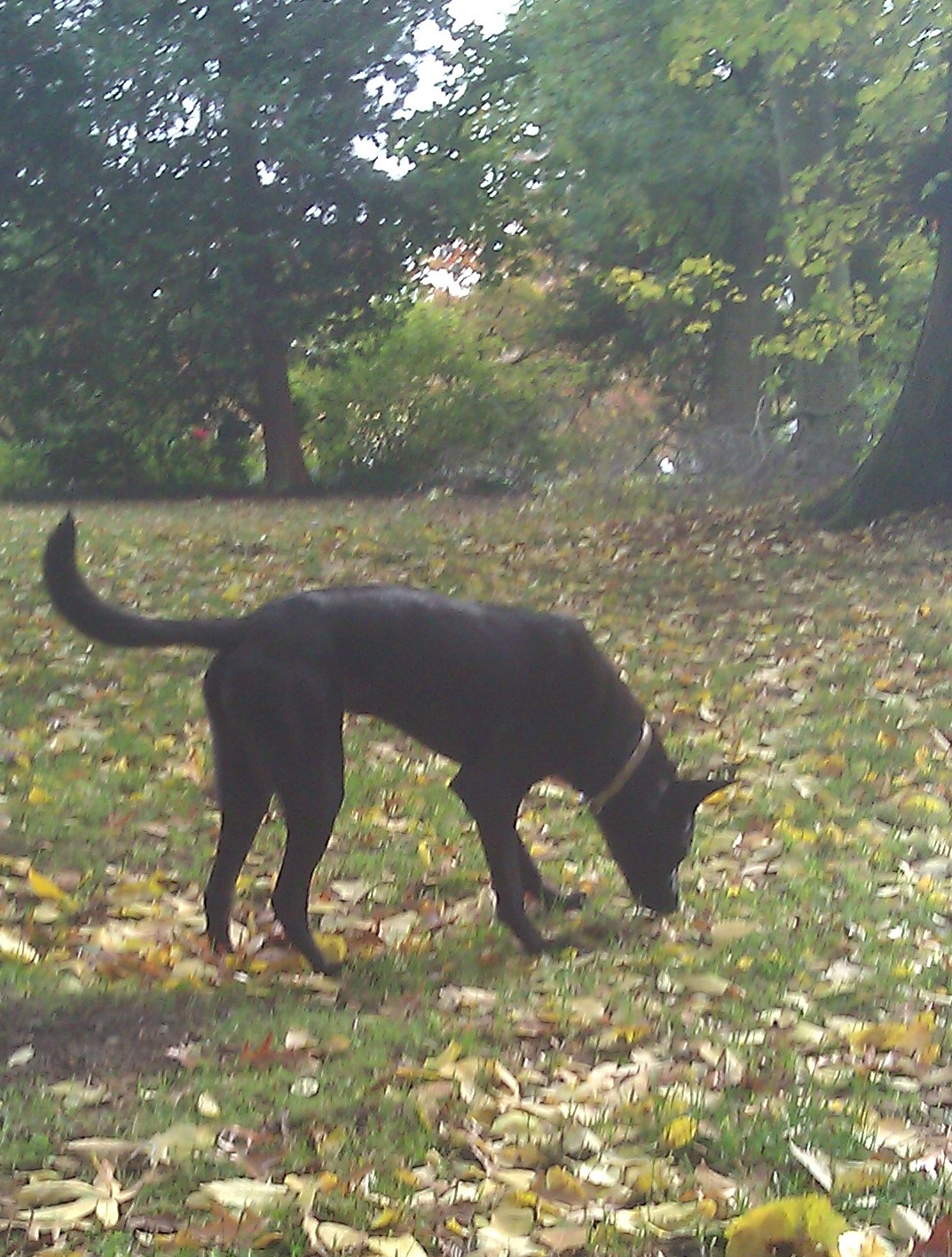
كلب تايوان ، سياتل.، الولايات المتحدة

### التهجين
كان إدخال مجموعة متنوعة من الكلاب الأجنبية إلى تايوان في الماضي يمثل أيضًا تهديدًا كبيرًا للحفاظ على سلالة فورموسان. تم إحضار الكثير من الكلاب غير الأصلية إلى تايوان خلال حقبة الكومينتانغ وتم إطلاق العديد منها في البرية. بدأ هؤلاء في التزاوج مع الفورموسيين الأصليين، مما يجعل العثور على الفورموزيين الأصيلة أصعب وأصعب في البرية.

### مشاكل التكاثر
تم الاحتفاظ بـ كلب جبل فورموسان في الأصل من قبل السكان الأصليين التايوانيين ككلاب صيد، ولكن الآن فورموسان الأصيلة نادرة للغاية وقيمة. نظرًا لأن فورموسان النقي نادر للغاية، فهناك خطر كبير من الاضطرابات الوراثية والسلوك غير المستقر بسبب تجمع الجينات الضحلة. لهذا السبب، يحدث تهجين فوروموسان مع سلالات أخرى غالبًا بسبب عدم وجود إناث نقية ذات سمات ثابتة. هذا هو أحد الأسباب الرئيسية التي تجعل الفرموزيين الحديثين مختلفين، مقارنة بالصور أو المستندات القديمة من الأيام الأولى. يصر البعض على أنه تغيير طبيعي لا يؤثر على السلالة بأكملها، بينما يكافح آخرون بنشاط للحفاظ على السلالة «النقية». ومع ذلك، فإن هذا الصنف شائع الآن في جميع أنحاء الجزيرة باعتباره كلب حراسة ورفيق.

### لحم الكلاب
تُعرف لحوم الكلاب باسم «اللحوم العطرية» (香肉 xiāng ròu) في بعض البلدان الآسيوية، لا سيما في بعض مناطق الصين وشبه الجزيرة الكورية. في تايوان، تم حظر لحوم الكلاب بموجب القانون خلال فترة الاستعمار الياباني لمدة نصف قرن. أصبحت هذه الظاهرة أكثر شيوعًا بعد أن استقرت مجموعة كبيرة من الجيش والمدنيين من الصين القارية في تايوان بسبب تراجع نظام الكومينتانغ. يُعتقد أن أكثر من 1.21 مليون شخص هاجروا إلى تايوان حوالي عام 1949 وتعرضت شركة Taiwan Dog لخسارة كبيرة أخرى منذ ذلك الحين. في الطب الصيني التقليدي، يعتبر كل من لحم الكلاب، جنبًا إلى جنب مع لحم الضأن، من العوامل المساعدة في الحفاظ على دفء الجسم. نظرًا لأن لحوم الكلاب كانت أرخص، فقد استحوذت على سوق للحوم في الماضي. في عام 2004، حظرت الحكومة التايوانية استهلاك لحوم الكلاب، بسبب ضغوط جماعات رعاية الحيوانات المحلية والرغبة في تحسين التصورات الدولية، على الرغم من وجود بعض الاحتجاجات على الحظر. لا يزال من الممكن العثور على لحوم الكلاب في بعض المناطق الريفية، ولكن هذا الأمر أصبح نادرًا بشكل متزايد.

## حالة الحفظ
منذ عام 1976، حاول العديد من علماء البيئة التايوانيين إقناع الحكومة التايوانية باتخاذ إجراء بشأن تشكيل فريق بحثي من فورموسان للمساعدة والحفاظ على فورموسان الأصلي النقي من خلال تكرار نموذج الدنغو الأسترالي. كان أبرز إجراء تم اتخاذه من قبل الدكتور سونغ يونغ يي. في عام 1983، تحدث في مؤتمر حول أيل سيكا فورموسان وطلب من حكومة تايوان اتخاذ إجراءات فورية لحماية كلاب جبل فورموسان. تم تقديم طلب الدكتور سونغ لأنه واجه هو وزملاؤه صعوبات في العثور على دم نقي لكلاب جبل فورموسان خلال دراسته التي استمرت خمس سنوات من 1976 إلى 1980. من أجل العثور على عدد كافٍ منها لدراسته، حدد موقع 29 قرية تايوانية للسكان الأصليين في سلاسل الجبال وبدأت بحثًا جماعيًا. ومع ذلك، فإن 46 فقط من أصل 160 كلبًا في جبال فورموسان وجدها كانت تتمتع بنقاء من رتبة A. من بين هؤلاء 46 فورموسان، كان 25 من الذكور و 21 من الإناث. هذا الرقم نبه منظمة الأغذية والزراعة (الفاو) التابعة للأمم المتحدة، حيث كان الحيوان على وشك الانقراض.
أخبر الدكتور سونغ New Taiwan News في 26 يناير 2006، أنه حتى يومنا هذا، لا يحظى الناس في تايوان باحترام كبير للتنوع البيولوجي. يعتقد الدكتور سونغ أن برنامج إعادة تأهيل كلاب جبل فورموسان يجب أن يتم تشجيعه من خلال الجهود الحكومية ويتم تنفيذه من خلال التخطيط الدقيق. في الوقت الحالي، يعد التكاثر أكثر المهام إلحاحًا. يعتقد أن كل كلب فورموسان يجب أن يتم تسجيله في الأسر التي تحدد التزاوج. في السنوات الأخيرة، لم تتخذ حكومة تايوان أي إجراء لحماية هذه الكلاب الفورموسان الأصلية. قال الدكتور سونغ أيضًا إنه بعد معرفة كيفية تعامل حكومة تايوان مع مشروع إعادة تأهيل الغزلان فورموسان، شعر بالإحباط ولم يجرؤ على التفكير في إطلاق مشروع الحفاظ على كلاب فورموسان. قال:«بالنسبة لدولة متقدمة، تايوان في الوقت الحالي ليست واحدة منهم بعد.»
خلق المربون صراعًا في النقاش حول مستقبل كلاب جبل فورموسان، مثل الحفاظ على نقائها أو تعديلها من خلال تهجينها إلى نوع جديد. بالنسبة للمربين الذين يدعمون النقاء، فإنهم يعتقدون أنه لا داعي لتحسين السلالة من خلال التهجين. ومع ذلك، يعتقد المربون الذين يدعمون التعديل أنه نظرًا لأنه تم تهجين كلاب فورموسان عن طريق الخطأ لعدة قرون ولا يمكن تحديد نقاوتها والحفاظ عليها، فيجب علينا البحث عن «نوع جديد» من كلاب فورموسان مع التحسينات. هاتان النظرتان المختلفتان لا تزالان محل نقاش مستمر وما زالتا مثار جدل.